# Payal
Payal è una città dell'India di 7.267 abitanti, situata nel distretto di Ludhiana, nello stato federato del Punjab. In base al numero di abitanti la città rientra nella classe V (da 5.000 a 9.999 persone).

## Geografia fisica
La città è situata a 30° 44' 11 N e 76° 03' 59 E.

## Società

### Evoluzione demografica
Al censimento del 2001 la popolazione di Payal assommava a 7.267 persone, delle quali 3.878 maschi e 3.389 femmine. I bambini di età inferiore o uguale ai sei anni assommavano a 923, dei quali 533 maschi e 390 femmine. Infine, coloro che erano in grado di saper almeno leggere e scrivere erano 4.756, dei quali 2.631 maschi e 2.125 femmine.